# Foresta di Montes
La foresta demaniale di Montes è un'area di grande interesse naturalistico in gestione all'agenzia regionale Forestas e compresa nel perimetro del costituendo parco nazionale del Golfo di Orosei e del Gennargentu. L'elemento principale d'interesse legato a quest'area protetta è la presenza di una delle ultime leccete primarie, probabilmente la più estesa in Europa.

## Storia
L'area è stata acquisita dall'Azienda del demanio forestale dello Stato nel 1914 dalla Cassa ademprivile della provincia di Sassari. In precedenza era un bene ademprivile. L'ademprivio, una peculiare consuetudine delle popolazioni della Sardegna, consisteva nell'uso civico di un bene naturale, generalmente di proprietà della collettività, sul quale vantava diritti di sfruttamento (pascolo e legnatico) l'intera comunità.
All'epoca le formazioni boschive occupavano un'estensione di circa 1.200 ettari pari a circa un quarto dell'intera area. Nel 1931 un incendio distrusse una parte della foresta. Attualmente la copertura forestale ammonta a quasi 3.000 ettari su un totale di 4.586 ettari, di cui poco più di 1.000 sono riconducibili alla fustaia primaria.

## Ubicazione geografica
La foresta demaniale è ubicata sul versante nordorientale del Gennargentu, all'interno del territorio comunale di Orgosolo ed è parte integrante del Supramonte, un'area di grande interesse geologico, botanico, faunistico e paesaggistico. Vi si accede attraverso la Strada provinciale 48 da Orgosolo dopo aver percorso un tratto di circa 15 chilometri.

## Geomorfologia
Tutta l'area del Supramonte è costituita da un altopiano formato da una formazione calcarea del Mesozoico che poggia su un grande basamento di scisto del Paleozoico. L'inclinazione della formazione calcarea e i fenomeni carsici fanno di questa regione un sito di grande interesse paesaggistico, geologico e speleologico per la presenza di doline, gole, grotte, risorgive. I fenomeni carsici sono responsabili dell'esistenza di numerose risorgive, fra cui va citata, all'interno della foresta demaniale, la sorgente di Funtana Bona, che dà origine al corso del fiume Cedrino.
Nel complesso l'altopiano si estende ad un'altezza variabile dai 1.000 ai 1.200 metri.

## Vegetazione
L'aspetto geomorfologico è l'oggetto principale d'interesse nel complesso del Supramonte, ma nell'ambito della foresta demaniale di Montes è la vegetazione a catalizzare l'attenzione. L'intera area rientra nell'areale del Quercetum ilicis, estendendosi dalla sottozona fredda del Lauretum alla sottozona calda del Castanetum, ad altitudini medie di 1000 metri.
Oltre tre quarti dell'area ospita una vegetazione diversificata riconducibile a fitocenosi per lo più secondarie (macchia mediterranea, gariga montana, foresta mediterranea sempreverde secondaria, sotto i diversi aspetti di macchia-foresta e di bosco ceduo) e ad oltre 1.000 ettari di formazioni forestali di natura "artificiale" (piantumate dall'uomo, pineta e soprattutto lecceta). Il restante quarto, per una superficie complessiva di 1.050 ettari, è costituito da una foresta mediterranea sempreverde primaria (allo stadio di climax), una degli ultimi residui ancestrale delle antiche leccete che occupavano vaste aree del Mediterraneo. In gran parte la lecceta si concentra nella foresta di Sas Baddes.
Questa formazione boschiva si presenta come una foresta colonnare a volta chiusa, alta intorno ai 20-25 metri, composta per lo più da lecci plurisecolari ai quali si associano le filliree, il tasso, l'agrifoglio, l'acero trilobo e nei siti più degradati il corbezzolo. Fra le specie del sottobosco, alquanto povero, è di particolare interesse la presenza diffusa della peonia, comunemente chiamata Rosa del Gennargentu. 
Sintomo di degrado di questa lecceta è una certa difficoltà di rinnovazione in molti tratti a causa del pascolamento. La pressione degli animali si manifesta a carico delle ghiande (suini allevati allo stato brado) e delle giovani piante di leccio (ruminanti). Le giovani piante che sopravvivono tendono a difendersi dal pascolamento assumendo un portamento cespuglioso a pulvino rallentando notevolmente l'accrescimento in altezza e, quindi, la naturale rinnovazione della fustaia.
All'esterno della lecceta primaria sono evidenti i processi di degrado causati da un lato dal sovrapascolamento, da un altro dall'incendio che nel 1931 distrusse una parte consistente dei 1200 ettari di lecceta primaria.